# Maria Rogozińska
Maria Rogozińska, de soltera Leśniak (¿?- Pilica, 12 de enero de 1943) era una granjera polaca que vivía en el pueblo de Wierbka, cerca de Pilica, junto con su hijo de tres años. Fue asesinada por los alemanes por esconder judíos y recibió a título póstumo la medalla de "Justos entre las Naciones".

## Biografía
Rogozińska vivía en el pueblo de Wierbka, en el condado de Olkusz (actual condado de Zawiercie). Tras la muerte de su marido, crio sola a sus tres hijos: las hijas María y Helena (nacidas hacia 1932 y 1934) y un hijo llamado Piotr (nacido hacia 1940).
Durante la ocupación alemana, escondió a judíos y miembros del movimiento de resistencia. Existen informaciones contradictorias sobre el número de personas que se beneficiaron de su ayuda: es seguro que en la granja de Rogozińska se escondían una anciana judía llamada Berlińska vel Berlicka vel Perlińska (propietaria de un molino en Maleszyn) y un joven judío de nombre desconocido; sin embargo, los testimonios de otros testigos indican que Rogozińska podría haber escondido hasta cuatro o cinco judíos.
Se desconoce cómo llegó a los alemanes la información sobre los judíos escondidos en la granja de los Rogozińska. María gozaba de antipatía en el pueblo, de ahí que Krystyna Samsonowska sospechara que podría haber sido víctima de una delación o de una conspiración accidental por parte de alguno de sus vecinos, enfrentados con ella.
Alrededor del 11 de enero de 1943, la gendarmería alemana llegó a la granja de los Rogozińska. Durante el registro, los alemanes descubrieron a dos judíos a los que habían fusilado cerca de la casa. También mataron a dos polacos, Piotr Sendra vel Sender y Piotr Podgórski, que en el momento de la llegada de los gendarmes se encontraban en la granja. Durante estos acontecimientos, María y sus hijos estaban fuera de casa. La madre y su hijo estaban visitando a su hermano en Maleszyn, mientras que las dos niñas mayores estaban al cuidado de sus vecinos.
Rogozińska, advertida por sus hijas, no regresó al hogar familiar. Sin embargo, la ejecución que tuvo lugar en su granja aterrorizó a los aldeanos hasta tal punto que nadie accedió a aceptar bajo su techo a la familia en peligro. Finalmente, la mujer dejó a sus hijas en la fábrica de Wierbka y se fue con su hijo a la granja. Fue capturada esa misma noche en circunstancias poco claras. Tras pasar la noche en casa del alcalde del pueblo, Maria y su hijo fueron conducidos al cuartel general de la gendarmería en el castillo de Pilica. Los alemanes la sometieron a un brutal interrogatorio, el hijo de Maria, Peter, de tres años, fue torturado delante de sus ojos. Tras el interrogatorio, Maria y Piotr fueron fusilados en el foso del castillo. Su cuerpo fue enterrado en el cementerio de Pilica.
El 23 de mayo de 2004 fue condecorada póstumamente con la medalla de  los "Justos entre las Naciones".